# Sigismond de Saxe
Sigismond de Saxe (° 3 mars 1416 à Meißen - † 24 décembre 1471 à Rochlitz) membre de la maison de Wettin fut évêque de Wurzbourg de 1440 à 1443.

## Origine
Sigismond, parfois nommé Sigmund, est un fils du prince-électeur de Saxe Frédéric Ier, le frère cadet de Frédéric II de Saxe et l'aîné d'Henri et de Guillaume III de Saxe.

## Éléments de biographie
À la mort de Frédéric Ier le 1er janvier 1428, ses fils avaient divisé pacifiquement le patrimoine hérité. Sigismond reçoit initialement Weißenfels, Freyburg, Iéna, Weida, Orlamünde, Saalfeld, Cobourg avec d'autres domaines dont les possessions de sa famille en Franconie. En mars 1437 Sigismond décide de renoncer à gouverner et rejoint le clergé en ne conservant que Weida comme résidence. Cette soudaine décision n'est pas liée à ses sentiments religieux mais à la passion que lui inspire une jeune nonne de haute de naissance et d'une grande beauté qui vit dans un cloître près de son château de Weida.
Cette relation illicite oblige son frère le duc Frédéric II à l'exiler à Freibourg an der Unstrut. Sigismond obtient alors un canonicat à Cologne en 1437. En 1440 il réussit à se faire nommer le 2 janvier coadjuteur de l'évêque de Wurtzbourg Johann II de Brunn qui décède le 9 janvier et à qui il succède dès le 20 janvier suivant. Il est consacré en octobre 1440 mais le scandale provoqué par sa vie privée est tel que le chapitre le dépose de son épiscopat le 11 août 1442. Cette décision engendre un conflit entre le duc Frédéric II et la margrave de Brandebourg. En 1443 l'empereur Frédéric III du Saint-Empire doit intervenir lui-même pour obtenir qu'il accepte de renoncer à son siège. Sigismond complote ensuite avec le burgrave de Meissen Henri de Plauten contre son frère. Ce dernier réussit à le capturer et le confine dans le château de Rochlitz jusqu'à sa mort vingt-sept années plus tard. Il est inhumé dans la chapelle familiale de la cathédrale de Meissen.

## Source de la traduction
- (de) Cet article est partiellement ou en totalité issu de l’article de Wikipédia en allemand intitulé « Sigismund von Sachsen » (voir la liste des auteurs).
- Notices d'autorité :   - VIAF
  - GND